# Copa do Mundo FIFA de 2022 – Grupo B
O Grupo B da Copa do Mundo FIFA 2022 é composto por Inglaterra, Irã, Estados Unidos e os vencedores do Caminho A da UEFA. Os jogos do do grupo B acontecerão entre os dias 21 e 29 de novembro de 2022. As duas melhores equipes avançam para as oitavas de final.

## Equipes
| Confederação | Seleção        | Conquista da Vaga            | Conquista da Vaga      | Participações | Participações  | Participações | Melhor resultado anterior                     | Posição no Ranking da FIFA |
| Confederação | Seleção        | Modo                         | Data                   | Total         | Con-secu-tivas | Última        | Melhor resultado anterior                     | Posição no Ranking da FIFA |
| ------------ | -------------- | ---------------------------- | ---------------------- | ------------- | -------------- | ------------- | --------------------------------------------- | -------------------------- |
| UEFA         | Inglaterra     | Vencedor do grupo I          | 15 de novembro de 2021 | 16            | 7ª             | 2018          | Campeão (1966)                                | 5°                         |
| AFC          | Irã            | Vencedor do grupo A          | 27 de janeiro de 2022  | 6             | 3ª             | 2018          | Fase de grupos (1978, 1998, 2006, 2014, 2018) | 21°                        |
| CONCACAF     | Estados Unidos | 3º colocado da terceira fase | 30 de março de 2022    | 11            | 1ª             | 2014          | Terceiro lugar (1930)                         | 15°                        |
| UEFA         | País de Gales  | Vencedor da repescagem A     | 5 de junho de 2022     | 2             | 1ª             | 1958          | Quartas de final (1958)                       | 18°                        |

## Encontros anteriores em Copas do Mundo
- Inglaterra x Irã: Nenhum encontro
- Estados Unidos x País de Gales: Nenhum encontro
- Inglaterra x Estados Unidos:
  - 1950 fase de grupos: Estados Unidos 1-0 Inglaterra
  - 2010 fase de grupos: Inglaterra 1-1 Estados Unidos
- País de Gales x Irã: Nenhum encontro
- País de Gales x Inglaterra: Nenhum encontro
- Irã x Estados Unidos:
  - 1998 fase de grupos: Estados Unidos 1-2 Irã

## Classificação
| Pos | Equipe         | Pts | J | V | E | D | GP | GC | SG | Classificado      |
| --- | -------------- | --- | - | - | - | - | -- | -- | -- | ----------------- |
| 1   | Inglaterra     | 7   | 3 | 2 | 1 | 0 | 9  | 2  | +7 | Fase eliminatória |
| 2   | Estados Unidos | 5   | 3 | 1 | 2 | 0 | 2  | 1  | +1 | Fase eliminatória |
| 3   | Irã            | 3   | 3 | 1 | 0 | 2 | 4  | 7  | −3 | Eliminado         |
| 4   | País de Gales  | 1   | 3 | 0 | 1 | 2 | 1  | 6  | −5 | Eliminado         |

## Partidas
Todas as partidas seguem o fuso horário UTC+3.

### Inglaterra x Irã
| 21 de novembro | Inglaterra                                                                    | 6 – 2     | Irã                      | Estádio Internacional Khalifa, Al Rayyan   |
| 16:00          | Bellingham 35' · Saka 43', 62' · Sterling 45+1' · Rashford 71' · Grealish 90' | Relatório | Taremi 65', 90+13' (pen) | Público: 45 334 Árbitro: BRA Raphael Claus |

| Inglaterra | Irã |

| GK               | 1  | Jordan Pickford     |
| RB               | 12 | Kieran Trippier     |
| CB               | 5  | John Stones         |
| CB               | 6  | Harry Maguire 70'   |
| LB               | 3  | Luke Shaw           |
| CM               | 4  | Declan Rice         |
| CM               | 22 | Jude Bellingham     |
| RW               | 17 | Bukayo Saka 71'     |
| AM               | 19 | Mason Mount 71'     |
| LW               | 10 | Raheem Sterling 71' |
| CF               | 9  | Harry Kane 76'      |
| Substiuições:    |    |                     |
| DF               | 15 | Eric Dier 70'       |
| FW               | 11 | Marcus Rashford 71' |
| MF               | 7  | Jack Grealish 71'   |
| FW               | 20 | Phil Foden 71'      |
| FW               | 24 | Callum Wilson 76'   |
| Treinador:       |    |                     |
| Gareth Southgate |    |                     |

| GK             | 1  | Alireza Beiranvand 20'      |
| CB             | 8  | Morteza Pouraliganji 48'    |
| CB             | 15 | Rouzbeh Cheshmi 46'         |
| CB             | 19 | Majid Hosseini              |
| DM             | 18 | Ali Karimi 46'              |
| CM             | 21 | Ahmad Nourollahi 77'        |
| CM             | 3  | Ehsan Hajsafi               |
| RW             | 2  | Sadegh Moharrami            |
| LW             | 5  | Milad Mohammadi 63'         |
| CF             | 7  | Alireza Jahanbakhsh 25' 46' |
| CF             | 9  | Mehdi Taremi                |
| Substiuições:  |    |                             |
| GK             | 24 | Hossein Hosseini 20'        |
| MF             | 6  | Saeid Ezatolahi 46'         |
| MF             | 17 | Ali Gholizadeh 46'          |
| DF             | 13 | Hossein Kanaanizadegan 46'  |
| MF             | 16 | Mehdi Torabi 63'            |
| FW             | 20 | Sardar Azmoun 77'           |
| Treinador:     |    |                             |
| Carlos Queiroz |    |                             |

| Homem do Jogo: Bukayo Saka Bandeirinhas: Rodrigo Figueiredo Danilo Simon Manis Quarto árbitro: Kevin Ortega Quinto árbitro: Michael Orué Árbitro assistente de vídeo: Leodán González Árbitros assistentes de árbitro de vídeo: Julio Bascuñán Martín Soppi Juan Martínez Munuera Juan Pablo Belatti |

### Estados Unidos x País de Gales
| 21 de novembro | Estados Unidos | 1 – 1     | País de Gales  | Estádio Ahmed bin Ali, Al Rayyan                   |
| 22:00          | Weah 36'       | Relatório | Bale 82' (pen) | Público: 43 418 Árbitro: QAT Abdulrahman Al-Jassim |

| Estados Unidos | País de Gales |

| GK              | 1  | Matt Turner              |
| RB              | 2  | Sergiño Dest 11' 74'     |
| CB              | 3  | Walker Zimmerman         |
| CB              | 13 | Tim Ream 51'             |
| LB              | 5  | Antonee Robinson         |
| CM              | 6  | Yunus Musah 74'          |
| CM              | 4  | Tyler Adams              |
| CM              | 8  | Weston McKennie 13' 66'  |
| RF              | 21 | Timothy Weah 88'         |
| CF              | 24 | Josh Sargent 74'         |
| LF              | 10 | Christian Pulisic        |
| Substiuições:   |    |                          |
| FW              | 11 | Brenden Aaronson 66'     |
| DF              | 22 | DeAndre Yedlin 74'       |
| MF              | 23 | Kellyn Acosta 90+10' 74' |
| FW              | 19 | Haji Wright 74'          |
| FW              | 16 | Jordan Morris 88'        |
| Treinador:      |    |                          |
| Gregg Berhalter |    |                          |

| GK            | 1  | Wayne Hennessey     |
| CB            | 5  | Chris Mepham 45+3'  |
| CB            | 6  | Joe Rodon           |
| CB            | 4  | Ben Davies          |
| DM            | 10 | Aaron Ramsey        |
| CM            | 15 | Ethan Ampadu 90+5'  |
| CM            | 8  | Harry Wilson 90+3'  |
| RW            | 14 | Connor Roberts      |
| LW            | 3  | Neco Williams 79'   |
| CF            | 11 | Gareth Bale 40'     |
| CF            | 20 | Daniel James 48'    |
| Substiuições: |    |                     |
| FW            | 13 | Kieffer Moore 48'   |
| FW            | 9  | Brennan Johnson 79' |
| MF            | 22 | Sorba Thomas 90+3'  |
| MF            | 16 | Joe Morrell 90+5'   |
| Treinador:    |    |                     |
| Rob Page      |    |                     |

| Homem do Jogo: Gareth Bale Bandeirinhas: Taleb Al-Marri Saud Al-Maqaleh Quarto árbitro: Ma Ning Quinto árbitro: Cao Yi Árbitro assistente de vídeo: Abdulla Al-Marri Árbitros assistentes de árbitro de vídeo: Rédouane Jiyed Mokrane Gourari Adil Zourak Elvis Noupue |

### País de Gales x Irã
| 25 de novembro | País de Gales | 0 – 2     | Irã                             | Estádio Ahmed bin Ali, Al Rayyan           |
| 13:00          |               | Relatório | Cheshmi 90+8' · Rezaeian 90+11' | Público: 40 875 Árbitro: GUA Mario Escobar |

| País de Gales | Irã |

| GK             | 1  | Wayne Hennessey 86' |
| CB             | 5  | Chris Mepham        |
| CB             | 6  | Joe Rodon 45+3'     |
| CB             | 4  | Ben Davies          |
| DM             | 15 | Ethan Ampadu 77'    |
| CM             | 10 | Aaron Ramsey 87'    |
| CM             | 8  | Harry Wilson 57'    |
| RW             | 14 | Connor Roberts 57'  |
| LW             | 3  | Neco Williams       |
| CF             | 11 | Gareth Bale         |
| CF             | 13 | Kieffer Moore       |
| Substituições: |    |                     |
| FW             | 9  | Brennan Johnson 57' |
| FW             | 20 | Daniel James 57'    |
| MF             | 7  | Joe Allen 77'       |
| GK             | 12 | Danny Ward 87'      |
| Treinador:     |    |                     |
| Rob Page       |    |                     |

| GK             | 24 | Hossein Hosseini              |
| RB             | 23 | Ramin Rezaeian 90+4'          |
| CB             | 8  | Morteza Pouraliganji          |
| CB             | 19 | Majid Hosseini                |
| LB             | 5  | Milad Mohammadi               |
| RM             | 17 | Ali Gholizadeh 77'            |
| CM             | 21 | Ahmad Nourollahi 77'          |
| CM             | 6  | Saeid Ezatolahi 83'           |
| LM             | 3  | Ehsan Hajsafi 77'             |
| CF             | 20 | Sardar Azmoun 68'             |
| CF             | 9  | Mehdi Taremi                  |
| Substituições: |    |                               |
| FW             | 10 | Karim Ansarifard 68'          |
| MF             | 7  | Alireza Jahanbakhsh 90+5' 77' |
| MF             | 16 | Mehdi Torabi 77'              |
| DF             | 15 | Rouzbeh Cheshmi 77'           |
| MF             | 18 | Ali Karimi 83'                |
| Treinador:     |    |                               |
| Carlos Queiroz |    |                               |

| Homem do Jogo: Rouzbeh Cheshmi Bandeirinhas: Caleb Wales Juan Carlos Mora Quarto árbitro: Maguette N'Diaye Quinto árbitro: Djibril Camara Árbitro assistente de vídeo: Drew Fischer Árbitros assistentes de árbitro de vídeo: Fernando Guerrero Nicolas Taran Adil Zourak Bruno Pires |

### Inglaterra x Estados Unidos
| 25 de novembro | Inglaterra | 0 – 0     | Estados Unidos | Estádio Al Bayt, Al Khor                      |
| 22:00          |            | Relatório |                | Público: 68 463 Árbitro: VEN Jesús Valenzuela |

| Inglaterra | Estados Unidos |

| GK               | 1  | Jordan Pickford      |
| RB               | 12 | Kieran Trippier      |
| CB               | 5  | John Stones          |
| CB               | 6  | Harry Maguire        |
| LB               | 3  | Luke Shaw            |
| CM               | 22 | Jude Bellingham 68'  |
| CM               | 4  | Declan Rice          |
| CM               | 19 | Mason Mount          |
| RF               | 17 | Bukayo Saka 78'      |
| CF               | 9  | Harry Kane           |
| LF               | 10 | Raheem Sterling 68'  |
| Substituições:   |    |                      |
| FW               | 7  | Jack Grealish 68'    |
| MF               | 8  | Jordan Henderson 68' |
| FW               | 11 | Marcus Rashford 78'  |
| Treinador:       |    |                      |
| Gareth Southgate |    |                      |

| GK              | 1  | Matt Turner          |
| RB              | 2  | Sergiño Dest 77'     |
| CB              | 3  | Walker Zimmerman     |
| CB              | 13 | Tim Ream             |
| LB              | 5  | Antonee Robinson     |
| CM              | 8  | Weston McKennie 77'  |
| CM              | 4  | Tyler Adams          |
| CM              | 6  | Yunus Musah          |
| RF              | 21 | Timothy Weah 83'     |
| CF              | 19 | Haji Wright 83'      |
| LF              | 10 | Christian Pulisic    |
| Substituições:  |    |                      |
| FW              | 11 | Brenden Aaronson 77' |
| DF              | 18 | Shaq Moore 77'       |
| FW              | 7  | Giovanni Reyna 83'   |
| FW              | 24 | Josh Sargent 83'     |
| Treinador:      |    |                      |
| Gregg Berhalter |    |                      |

| Homem do Jogo: Christian Pulisic Bandeirinhas: Jorge Urrego Tulio Moreno Quarto árbitro: Yoshimi Yamashita Quinto árbitro: Neuza Back Árbitro assistente de vídeo: Juan Soto Árbitros assistentes de árbitro de vídeo: Nicolas Gallo Diego Bonfá Julio Bascuñán Ezequiel Brailovsky |

### País de Gales x Inglaterra
| 29 de novembro | País de Gales | 0 – 3     | Inglaterra                    | Estádio Ahmed bin Ali, Al Rayyan           |
| 22:00          |               | Relatório | Rashford 50', 68' · Foden 51' | Público: 44 297 Árbitro: SVN Slavko Vinčić |

| País de Gales | Inglaterra |

| GK             | 12 | Danny Ward           |
| RB             | 3  | Neco Williams 36'    |
| CB             | 5  | Chris Mepham         |
| CB             | 6  | Joe Rodon            |
| LB             | 4  | Ben Davies 59'       |
| DM             | 15 | Ethan Ampadu         |
| CM             | 10 | Aaron Ramsey 61'     |
| CM             | 7  | Joe Allen 81'        |
| RF             | 11 | Gareth Bale 46'      |
| CF             | 13 | Kieffer Moore        |
| LF             | 20 | Daniel James 29' 77' |
| Substituições: |    |                      |
| DF             | 14 | Connor Roberts 36'   |
| FW             | 9  | Brennan Johnson 46'  |
| MF             | 16 | Joe Morrell 59'      |
| MF             | 8  | Harry Wilson 77'     |
| FW             | 25 | Rubin Colwill 81'    |
| Treinador:     |    |                      |
| Rob Page       |    |                      |

| GK               | 1  | Jordan Pickford            |
| RB               | 2  | Kyle Walker 57'            |
| CB               | 5  | John Stones                |
| CB               | 6  | Harry Maguire              |
| LB               | 3  | Luke Shaw 65'              |
| DM               | 4  | Declan Rice 57'            |
| CM               | 8  | Jordan Henderson           |
| CM               | 22 | Jude Bellingham            |
| RF               | 20 | Phil Foden                 |
| CF               | 9  | Harry Kane 57'             |
| LF               | 11 | Marcus Rashford 76'        |
| Substituições:   |    |                            |
| DF               | 18 | Trent Alexander-Arnold 57' |
| MF               | 14 | Kalvin Phillips 57'        |
| FW               | 24 | Callum Wilson 57'          |
| DF               | 12 | Kieran Trippier 65'        |
| FW               | 7  | Jack Grealish 76'          |
| Treinador:       |    |                            |
| Gareth Southgate |    |                            |

| Homem do Jogo: Marcus Rashford Bandeirinhas: Tomaž Klančnik Andraž Kovačič Quarto árbitro: Yoshimi Yamashita Quinto árbitro: Karen Díaz Medina Árbitro assistente de vídeo: Marco Fritz Árbitros assistentes de árbitro de vídeo: Paolo Valeri Paweł Sokolnicki Bastian Dankert Vasile Marinescu |

### Irã x Estados Unidos
| 29 de novembro | Irã | 0 – 1     | Estados Unidos | Estádio Al Thumama, Doha                         |
| 22:00          |     | Relatório | Pulisic 38'    | Público: 42 127 Árbitro: ESP Antonio Mateu Lahoz |

| Irã | Estados Unidos |

| GK                          | 1  | Alireza Beiranvand         |
| RB                          | 23 | Ramin Rezaeian             |
| CB                          | 19 | Majid Hosseini 77'         |
| CB                          | 8  | Morteza Pouraliganji       |
| LB                          | 5  | Milad Mohammadi 45+2'      |
| DM                          | 6  | Saeid Ezatolahi            |
| CM                          | 21 | Ahmad Nourollahi 71'       |
| CM                          | 3  | Ehsan Hajsafi 71'          |
| RF                          | 17 | Ali Gholizadeh 77'         |
| CF                          | 20 | Sardar Azmoun 46'          |
| LF                          | 9  | Mehdi Taremi               |
| Substituições:              |    |                            |
| MF                          | 18 | Ali Karimi 45+2'           |
| FW                          | 14 | Saman Ghoddos 46'          |
| MF                          | 16 | Mehdi Torabi 71'           |
| DF                          | 25 | Abolfazl Jalali 90+6' 71'  |
| FW                          | 10 | Karim Ansarifard 77'       |
| Outras ações disciplinares: |    |                            |
| DF                          | 13 | Hossein Kanaanizadegan 83' |
| Treinador:                  |    |                            |
| Carlos Queiroz              |    |                            |

| GK              | 1  | Matt Turner            |
| RB              | 2  | Sergiño Dest 82'       |
| CB              | 20 | Cameron Carter-Vickers |
| CB              | 13 | Tim Ream               |
| LB              | 5  | Antonee Robinson       |
| DM              | 4  | Tyler Adams 43'        |
| CM              | 8  | Weston McKennie 65'    |
| CM              | 6  | Yunus Musah            |
| RF              | 21 | Timothy Weah 82'       |
| CF              | 24 | Josh Sargent 77'       |
| LF              | 10 | Christian Pulisic 46'  |
| Substituições:  |    |                        |
| FW              | 11 | Brenden Aaronson 46'   |
| MF              | 23 | Kellyn Acosta 65'      |
| FW              | 19 | Haji Wright 77'        |
| DF              | 18 | Shaq Moore 82'         |
| DF              | 3  | Walker Zimmerman 82'   |
| Treinador:      |    |                        |
| Gregg Berhalter |    |                        |

| Homem do Jogo: Christian Pulisic Bandeirinhas: Pau Cebrián Devís Roberto Díaz Pérez del Palomar Quarto árbitro: Kevin Ortega Quinto árbitro: Jesús Sánchez Árbitro assistente de vídeo: Juan Martínez Munuera Árbitros assistentes de árbitro de vídeo: Ricardo de Burgos Bengoetxea Neuza Back Alejandro Hernández Hernández Bruno Pires |

## Disciplina
Os pontos de fair play serão usados como critério de desempate se os registros gerais e de confronto direto das equipes estiverem empatados. Estes são calculados com base nos cartões amarelos e vermelhos recebidos em todas as partidas do grupo da seguinte forma:
- primeiro cartão amarelo: menos 1 ponto;
- cartão vermelho indireto (segundo cartão amarelo): menos 3 pontos;
- cartão vermelho direto: menos 4 pontos;
- cartão amarelo e cartão vermelho direto: menos 5 pontos;

Apenas uma das deduções acima pode ser aplicada a um jogador em uma única partida.
| Seleções       | Jogo 1                        | Jogo 1                            | Jogo 1  | Jogo 1               | Jogo 2                        | Jogo 2                            | Jogo 2    | Jogo 2               | Jogo 3                        | Jogo 3                            | Jogo 3  | Jogo 3               | Pontos |
| Seleções       | Penalizado com cartão amarelo | Penalizado · Penalizado · Expulso | Expulso | Penalizado · Expulso | Penalizado com cartão amarelo | Penalizado · Penalizado · Expulso | Expulso   | Penalizado · Expulso | Penalizado com cartão amarelo | Penalizado · Penalizado · Expulso | Expulso | Penalizado · Expulso | Pontos |
| -------------- | ----------------------------- | --------------------------------- | ------- | -------------------- | ----------------------------- | --------------------------------- | --------- | -------------------- | ----------------------------- | --------------------------------- | ------- | -------------------- | ------ |
| Inglaterra     |                               |                                   |         |                      |                               |                                   |           |                      |                               |                                   |         |                      | 0      |
| Irã            | Jahanbakhsh, Pouraliganji     |                                   |         |                      | Rezaeian, Jahanbakhsh         |                                   |           |                      | Hosseini, Jalali, Kanaani     |                                   |         |                      | –7     |
| Estados Unidos | Acosta, Dest, McKennie, Ream  |                                   |         |                      |                               |                                   |           |                      | Adams                         |                                   |         |                      | –5     |
| País de Gales  | Bale, Mepham                  |                                   |         |                      | Rodon                         |                                   | Hennessey |                      | James, Ramsey                 |                                   |         |                      | –9     |